# 1811 dans le catholicisme
Chronologie du catholicisme
- 1807
- 1808
- 1809
- 1810
- 1811
- 1812
- 1813
- 1814
- 1815

Cet article présente les faits marquants de l'année 1811 dans le catholicisme.

## Évènements
- Le Concile de Paris marque les dissensions entre l’empereur Napoléon Ier et le pape Pie VII.

## Décès
- 13 février : Francesco Maria Locatelli, cardinal italien, évêque de Spolète (° 22 février 1727)
- 20 mars : Charles Erskine de Kellie, cardinal et diplomate écossais (° 13 février 1739)
- 12 septembre : Antonin Theodor Hrabe Colloredo-Waldsee, cardinal autrichien, archevêque d'Olomouc (° 29 juin 1729)
- 9 octobre : Filippo Casoni, cardinal italien de la Curie, cardinal-secrétaire d'État (° 6 mars 1733)